# Haibun
Haibun (en japonés: 俳文 escrituras haikai) es una composición literaria que combina la prosa y el haiku. Es un estilo muy abierto e incluye, sin limitarse a ello exclusivamente: la autobiografía, la biografía, el diario, el ensayo, la historiografía, la prosa poética, la historia corta y la literatura de viajes.
El poeta japonés del siglo XVII, Matsuo Bashō, fue uno de los pioneros en el cultivo de este género literario. Escribió haibun de gran calidad como reportajes durante sus numerosos viajes, uno de los más conocidos es el llamado Oku no Hosomichi (literalmente El Angosto Camino al Interior, también conocido como Sendas de Oku, en la traducción de Octavio Paz, publicada por primera vez en 1957). Los Haibun de Bashō se basan sobre todo en composiciones inspiradas en los viajes, bosquejos costumbristas, descripciones de paisajes, anécdotas y algunas composiciones escritas para algún mecenas o con ocasión de algún acontecimiento señalado. Su Choza del Fantasma puede ser clasificada como un ensayo, mientras que en Saga Nikki (El Diario de Saga) retrata las actividades cotidianas de sus discípulos y de él mismo durante un retiro veraniego.
El Haibun puede retratar una escena, un momento especial, de una forma objetiva y descriptiva o bien representar un tema de ficción o una escena totalmente onírica. El Haiku que se incluye puede tener una relación directa con la prosa o, simplemente, apuntar o sugerir una idea o sensación relacionada con la esencia de lo que está recogido en ella. Normalmente el escritor de haibun trata de no manifestar los temas abiertamente, sino pintar un bosquejo empleando alusiones y metáforas, con lo que busca en la escritura una manifiesta ambigüedad y obligar al lector a tomar parte activa del proceso literario completándolo con su imaginación y fantasía.